# Іримшик
Найпоширенішими кисломолочними виробами казахської кухні є сирнисті маси. Вони являють собою поєднання катика і свіжого молока, узятих в різних співвідношеннях і підданих тепловій обробці різної тривалості. Найчастіше для казахських сирнистих сирів використовується овече молоко. Іноді катик роблять з овечого молока, а свіже молоко беруть коров'яче. Можливо й зворотне сполучення. Все це урізноманітнює консистенцію, жирність і смак казахських кисломолочних виробів, при їх вельми схожій технології.

## Приготування іримшику
Склад: • 5 л молока • 100-150 г закваски майєк 
Молоко довести до кипіння на повільному вогні, потім охолодити до 30-35°С і ввести закваску «майєк», розмішати і залишити на 2-3 ч. Потім знову довести молоко на повільному вогні до кипіння і утворення сирного згустка коричневого кольору, відокремити сироватку і віджати отриманий іримшик в мішечку з бязі або потрійної марлі.

## Приготуваннязакваскимайєк
Шлунок ягняти очистити, ретельно промити в декількох водах і висушити. Потім залити його парним овечим або козячим молоком, змішаним на одну третину або чверть з катиком, і витримати близько діб при кімнатній температурі до утворення закваски. Після цього закваску можна зберігати в скляній або керамічній посуді в сухому прохолодному місці біля 2-3 тижнів, використовуючи по мірі потрібності. 100 г закваски достатньо для зброджування 3-5 л молока.

## Сари іримшик
Склад: • 1 л молока • 1 л катика
Молоко закип'ятити, влити у момент закипання катика і продовжувати кип'ятити до повного відділення сироватки, за тим частину сироватки злити і продовжувати кип'ятити до тих пір, поки сир не зробиться світло-коричневим. Загуслу масу віджати і висушити на сонці.

## Ак іримшик
Склад: • 2 л свіжого молока • 1 л катика • 25 г масла • 2 ч. ложки солі
Молоко закип'ятити, влити у момент кипіння катика, прокип'ятити ще близько 5 хв. вийняти сирну масу, процідити, змішати ще теплу сирну масу з сіллю і маслом. Їдять негайно.